# George William Joy
George William Joy, né le 7 juillet 1844 à Dublin et mort le 28 octobre 1925 à Purbrook (Hampshire) est un peintre irlandais, actif à Londres aux 19e et 20e siècles.

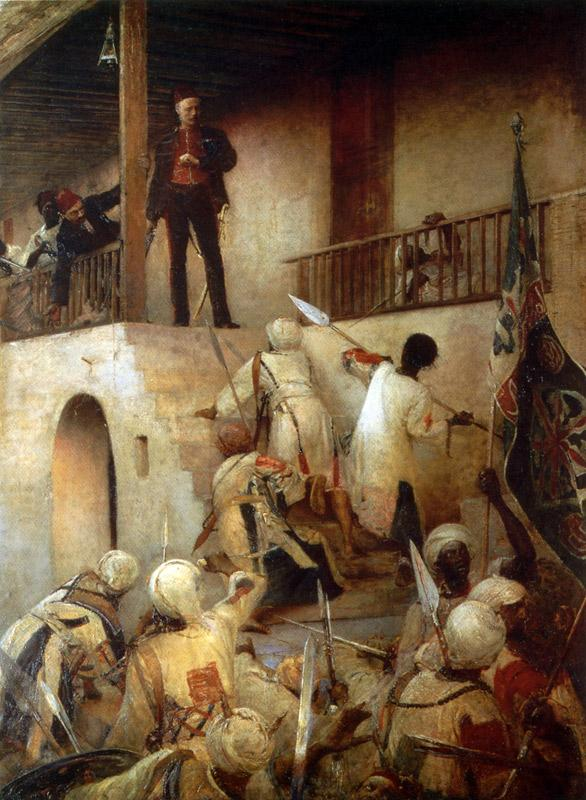
The Death of General Gordon, Khartoum, 26 January 1885 (1893)

## Biographie et carrière
George William Joy est le fils de William Bruce Joy, docteur en médecine, et le frère du sculpteur Albert Bruce-Joy. Ce sont les descendants d’une famille huguenote installée à Antrim en 1612.
Destiné à l’origine à la carrière militaire par sa famille, il est finalement déclaré inapte à la suite d'une blessure au pied dans son enfance. Il est formé aux arts à la Harrow School, et étudie ensuite à la London South Kensington School of Arts et à la Royal Academy sous la direction de John Everett Millais, Frederic Leighton et George Frederic Watts. Herbert von Herkomer est l’un de ses condisciples.
En 1868, il se rend à Paris où il reste deux ans : il est l’élève de Charles Jalabert et de Léon Bonnat. Il rencontre également des maîtres, comme Jean-Léon Gérôme, Alexandre Cabanel, Jules Breton, Jules Lefebvre et Philippe Rousseau.
De retour à Londres, il s’installe comme peintre d’histoire et de genre. Il expose fréquemment à la Royal Academy, au Salon des artistes français et à la Royal Hibernian Academy. Il devient membre du Royal Institute of Oil Painters en 1895.
Pour satisfaire ses ambitions militaires initiales, George William Joy intègre les Artists Rifles, où il est reconnu comme un excellent tireur, et représente l’Irlande dans plusieurs compétitions. Il séjourne fréquemment en hiver à Swanage à partir de 1896 et se retire à Purbrook.
Ses deux fils sont tués en 1915 lors de la Première Guerre mondiale.

## Œuvre

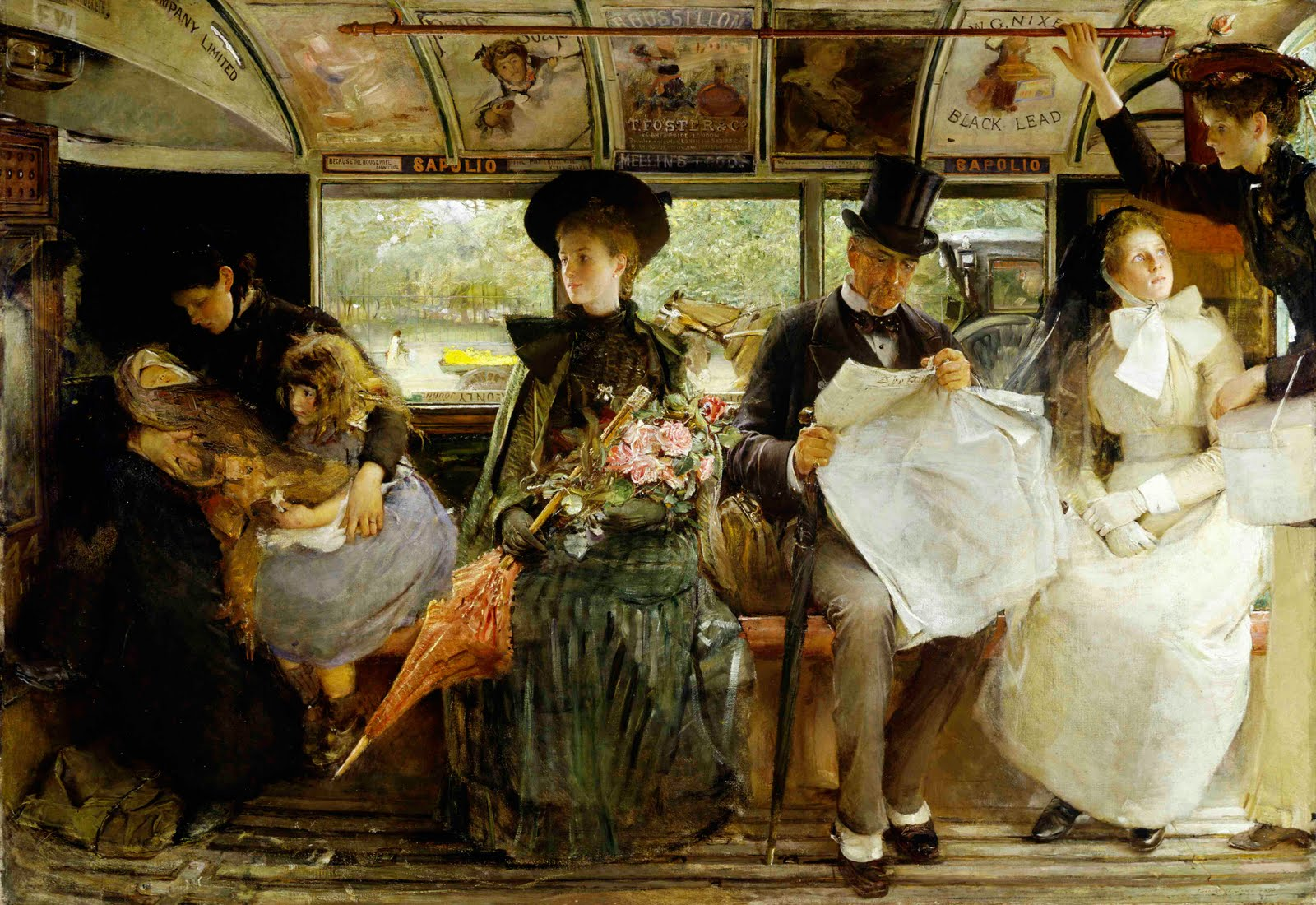
The Bayswater Omnibus (1895)

George William Joy est l’auteur d’une œuvre dont les thèmes sont très variés : sujets religieux, historiques ou allégoriques, ainsi que des portraits.
Sa quête du nu féminin parfait est assez atypique dans la tradition picturale anglaise, et le rattache au néoclassicisme français de Jean-Auguste Dominique Ingres ou d’Anne-Louis Girodet (Laodamie, 1878, Portsmouth City Museum ; Les Danaïdes, 1887 et Vérité (1892-1893).
Opposé à l’autonomie de l’Irlande (Home Rule) et partisan de l’unité des Îles Britanniques, Joy est l’auteur de plusieurs œuvres allégoriques de propagande, comme Rose, Shamrock and Thistle (1889) et The First Union Jack (1892) ainsi que de représentations historiques de révoltes, comme Flora MacDonald's Farewell to Prince Charlie et The King's Drum Shall Never be Beaten for Rebels, 1798 (1891; Bournemouth, Russell-Cotes Art Gallery and Museum).
Son apologie de l’héroïsme est particulièrement remarquable avec The Death of General Gordon, Khartoum, 26 January 1885 (1893; Leeds City Museum) : il représente le moment dramatique du siège de Khartoum en 1885, lorsque le général Charles Gordon affronte avec bravoure son destin. Le tableau de Joy met en scène le moment mythique où « Gordon de Khartoum » fait dignement face aux partisans du Mahdi, avant d’être tué.
Une autre œuvre de Joy a fait sa renommée : The Bayswater Omnibus met en scène, dans un cadrage frontal, les passagers d’un omnibus hippomobile à Londres, dont les attitudes et les vêtements des passagers traduisent leurs origines sociales.

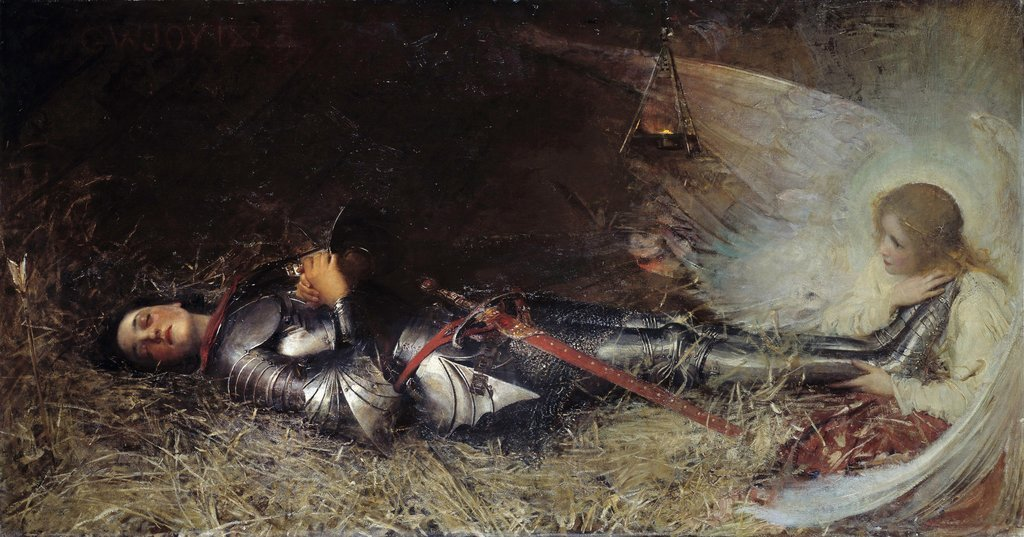
Le Repos de Jeanne (Jeanne d'Arc sur la route de Reims) (1895)

Le musée des beaux-arts de Rouen conserve une autre œuvre de Joy, caractéristique de sa manière : Le Repos de Jeanne (Jeanne d'Arc sur la route de Reims), 1895.